# Inter Cup (пляжный футбол)
Весенний Петербург — ежегодный международный турнир по пляжному футболу в закрытых помещениях, который проводится с 2008 года в Санкт-Петербурге (Россия). До 2015 года турнир именовался как Open Beach Soccer League (Открытая бич-соккер лига) — сокращённо OBSL (ОБСЛ). До 2023 года турнир именовался как Intercup (Интеркап). С 2008 по 2010 год проводился на стадионе на Крестовском острове, а с 2010 год турнир проводится на территории крытого комплекса «Динамит».
Действующим победителем турнира и обладателем наибольшего количества побед в турнире является клуб «Кристалл».

## История
Впервые турнир Open Beach Soccer League был разыгран летом 2008 года в качестве соревнования для команд из Санкт-Петербурга. Турнир проводился на стадионе пляжного футбола Крестовского острова, где выступало 8 команд. Победителем первого турнира стал IBS в составе которой выступали одни из лучших пляжных футболистов мира — бразильцы Буру и Андре. В 2009 году на турнире впервые сыграли две иногородних команды из Самары и Новосибирска, а победу одержала клуб «Динамо НОМОС». На третьем розыгрыше Open Beach Soccer League триумф праздновал клуб CITY.
В 2011 году турнир претерпел изменения и следующие три года разыгрывался дважды в год (зимой и весной). Трансформация турнира стала возможна благодаря открытию крытого комплекса «Динамит». В связи с этим на турнир стали приглашать не только клубы из Санкт-Петербурга, а также лучшие клубы России и ряд европейских сборных. На первом соревновании в новом формате победителем стали самарские «Крылья Советов». Двумя следующими победителями становились сборные Белоруссии и Азербайджана. В последующих трёх турнирах победы одерживали команды из Санкт-Петербурга — IBS, «Невский фронт» и «Кристалл». В 2014 и 2015 года на турнире сильнейшими становились «Ротор-Волгоград» и «Кристалл» соответственно.
С 2017 года турнир разыгрывался под названием Inter Cup. В розыгрышах 2017 и 2018 годов на турнире первенствовал «Кристалл», а в розыгрышах 2018 и 2019 годов — сборная России. В 2022 году победителем впервые стал московский ЦСКА, а в следующем сезоне в пятый раз в истории победу одержал «Кристалл».
С 2024 года турнир разыгрывается под названием Весенней Петербург. В 2024 году в шестой раз в истории победу одержал «Кристалл».

## Результаты
| Год          | 1 место         | 2 место        | 3 место        |
| ------------ | --------------- | -------------- | -------------- |
| 2008         | IBS             | TIM            | Golden Dolls   |
| 2009         | Динамо НОМОС    | IBS            | CITY           |
| 2010         | CITY            | IBS            | Голден         |
| 2011 (зима)  | Крылья Советов  | Apollo         | CITY           |
| 2011 (весна) | Белоруссия      | IBS            | Кристалл       |
| 2012 (зима)  | Азербайджан     | Польша         | Зевс           |
| 2012 (весна) | IBS             | Динамо         | Спартак        |
| 2013 (зима)  | Невский фронт   | Кристалл       | Голден         |
| 2013 (весна) | Кристалл        | Джокер         | Подводник      |
| 2014         | Ротор-Волгоград | Подводник      | Голден         |
| 2015         | Кристалл        | Белоруссия     | Золотой        |
| 2017         | Кристалл        | Торредембарра  | Сити           |
| 2018         | Кристалл        | Россия (до 23) | Крылья Советов |
| 2019         | Россия          | Кристалл       | Италия         |
| 2021         | Россия          | Кристалл       | Локомотив      |
| 2022         | ЦСКА            | Россия         | Кристалл       |
| 2023         | Кристалл        | Россия         | Саратов        |
| 2024         | Кристалл        | Россия         | Лекс           |

## Лучшие игроки
| Год          | Лучший вратарь                 | Лучший игрок                              |
| ------------ | ------------------------------ | ----------------------------------------- |
| 2008         | Александр Бегунов (TIM)        | Буру (IBS)                                |
| 2009         | Данила Ипполитов (IBS)         | Станислав и Игорь Бирюковы (Динамо НОМОС) |
| 2010         | Дмитрий Федоренко (CITY)       | Юрий Крашенинников (IBS)                  |
| 2011 (зима)  | Максим Чужков (Крылья Советов) | Фернандо (Крылья Советов)                 |
| 2011 (весна) | Дмитрий Федоренко (Кристалл)   | Руслан Пернай (Белоруссия)                |
| 2012 (зима)  | Эмин Кюрдов (Азербайджан)      | Павел Фрискемут (Польша)                  |
| 2012 (весна) | Алексей Зуев (Спартак)         | Анатолий Перемитин (Джокер-Заря)          |
| 2013 (весна) | Иван Островский (Кристалл)     | Диого Катарино (Джокер)                   |
| 2014         | Максим Чужков (Ротор)          | Андрей Панкратов (Ротор)                  |
| 2015         |                                | Льоренс Гомес (Кристалл)                  |
| 2017         | Элиотт Монод (Торредембарра)   | Деян Станкович (Кристалл)                 |
| 2018         | Станислав Кошарный (Россия)    | Артур Папоротный (Кристалл)               |
| 2021         | Александр Беседин (Кристалл)   | Нуритдин Мамадиев (Локомотив)             |
| 2022         | Роман Фомин (ЦСКА)             | Михаил Семёнов (ЦСКА)                     |
| 2023         | Максим Чужков (Кристалл)       | Алексей Макаров (Кристалл)                |
| 2024         | Максим Чужков (Кристалл)       | Егор Ремизов (Кристалл)                   |

## Лучшие бомбардиры
| Год          | Имя                                                                      | Голов |
| ------------ | ------------------------------------------------------------------------ | ----- |
| 2008         | Андре (IBS)                                                              | 22    |
| 2009         | Станислав Бирюков (Динамо НОМОС) Игорь Бирюков (Динамо НОМОС)            | 25    |
| 2010         | Станислав Бирюков (CITY)                                                 | 29    |
| 2011 (зима)  | Жуниньо (Крылья Советов) Анатолий Перемитин (JOKER)                      | 9     |
| 2011 (весна) | Руслан Пернай (Белоруссия)                                               | 8     |
| 2012 (зима)  | Степан Сурмило (CITY)                                                    | 8     |
| 2012 (весна) | Анатолий Перемитин (Джокер-Заря)                                         | 13    |
| 2013 (зима)  | Борис Никоноров                                                          | 9     |
| 2013 (весна) | Анатолий Перемитин (Кристалл)                                            | 13    |
| 2014         | Игорь Бриштель (Белоруссия)                                              | 13    |
| 2015         | Олег Слаутин (Белоруссия)                                                | 9     |
| 2017         | Эду Суарес (Торредембарра)                                               | 10    |
| 2018         | Брендо (Крылья Советов)                                                  | 9     |
| 2021         | Фёдор Земсков (Россия) Игорь Бриштель (Кристалл) Олег Гапон (Белоруссия) | 8     |
| 2022         | Фёдор Земсков (Россия)                                                   | 11    |
| 2023         | Николай Крышанов (Саратов)                                               | 8     |
| 2024         | Амадиус Виноградов (Россия)                                              | 9     |

## Достижения по странам
| № | Страна      | Золото | Серебро | Бронза | Всего |
| - | ----------- | ------ | ------- | ------ | ----- |
| 1 | Россия      | 15     | 14      | 16     | 45    |
| 2 | Белоруссия  | 1      | 1       | 0      | 2     |
| 3 | Азербайджан | 1      | 0       | 0      | 1     |
| 4 | Польша      | 0      | 1       | 0      | 1     |
| 4 | Испания     | 0      | 1       | 0      | 1     |
| 5 | Италия      | 0      | 0       | 1      | 1     |